# Tragiella natalensis
Tragiella natalensis là một loài thực vật có hoa trong họ Đại kích. Loài này được (Sond.) Pax & K.Hoffm. miêu tả khoa học đầu tiên năm 1919.